# Cobubatha gilda
Cobubatha gilda là một loài bướm đêm trong họ Noctuidae.